# الظاهر سيف الدين خشقدم
السلطان الملك الظاهر أبو سعيد سيف الدين خُشقدم بن عبد الله الناصري المؤيدي (تُوفي في القاهرة في ٩ أكتوبر ١٤٦٧م)، سلطان الدولة المملوكية البرجية (الشركسية) السادس عشر. أستاذه الأول كان الخواجة «ناصر الدين محمد» وولذلك لقب بالناصري واستاذه الثاني كان السلطان «المؤيد شيخ» ولذلك لقب بالمؤيدي. حكم من عام ١٤٦١م حتى وفاته عام ١٤٦٧م، ويعتبر من أكبر سلاطين الدولة البرجية. وكان من أصل رومى.

## تدرجه في المنصب
بعد ما ضمه المؤيد شيخ لمماليكه تدرج في الوظائف حتى وصل لمنصب الأتابك في عهد السلطان الأشرف إينال. وبعد هزيمة السلطان المؤيد من الأمراء خلعوه وسلطنوا «سيف الدين خشقدم» مكانه بلقب «الملك الظاهر» يوم ١٩ رمضان ٨٦٥ھ/ ٢٨ يونيو ١٤٦١م.

## عهده
يعتبر من أكبر سلاطين الدولة المملوكية البرجية وكان سياسي يتصف بالذكاء والطيبة لكن من عيوبه انه كان متكبراً وكان يأخد قرارات عزل رجال الدولة بسرعة دون تروي وكان يقترب من قليلي الكفاءات ويقلدهم المناصب الكبيرة؛ لأنه كان يريد أن يضمن ولاء الأمراء والمماليك وحراسه الشخصيين، وكان يحاول أن يرضيهم ويتركهم يفعلون ما يريدونه فكانوا ينتهكون القوانين.
تميز عهد «الظاهر خشقدم» بالهدوء النسبى لكن واجه مشاكل من قبل الشركسيين الذين تمردوا عليه لأنه كان من أصل رومى وليس شركسى. ومن مشاكله أيضاً كانوا العربان الذين كانوا يشنون غارات على القرى وينهبوا المصريين وحتى الحجاج وهم ذاهبون لمكة للحج. وأيضاً كانت بلاد الشام من إحدى مشاكله بسبب تمرد «المماليك الظاهرية» لأنه قتل زعيمهم «جانم» نائب السلطنة في الشام.

## العلاقة المملوكية العثمانية في عهده
كانت العلاقات بين الدولتين المملوكية والعثمانية حسنة منذ نشوء العثمانيين، لكن تحولت هذه العلاقات بعد ضم شبه جزيرة البلقان إلى أراضي الدولة العثمانية. نتيجة لضم العثمانيين لإقليم الجزيرة الفراتية، فُتح الباب أمامهم للتمدد باتجاه الأراضي العربية. والحقيقة أن هذه العلاقة حتى عام ٨٥٧ھ/١٤٥٣م كانت مجاملة ومؤازرة عن طريق المراسلة وتبادل الهدايا والوفود، وحتى سقوط القسطنطينية في هذا العام، وكان السلطان المملوكي آنذاك الأشرف سيف الدين إينال، كان الحكام العثمانيون يعترفون بالأولوية الدينية والسياسية للمماليك كزعماء للعالم الإسلامي. لكن الأوضاع تبدلت بعد عام ١٤٥٣م، وكان تبادل البعثات ومظاهر الاحتفالات التي أقيمت في القاهرة بمناسبة فتح القسطنطينية آخر مظهر من مظاهر الوفاق المملوكي العثماني، لأن نتيجة لفتح القسطنطينية نشطت في العاصمة العثمانية المساعي لتغيير نظام العلاقات بين الدولتين ويتلقبون الحكام العثمانيين أنفسهم بألقاب السلاطين. يذكر ابن إياس في تاريخه أن محمداً الثاني كان أول زعيم في بني عثمان اتخذ لنفسه لقب سلطان وساوى نفسه بحكام مصر. كان اتخاذ الألقاب السلطانية يرمز إلى تحول العثمانيين إلى سياسة الدولة العظمى وأن المقصود بذلك تأكيد الدور العالمي للسلطنة العثمانية. و قد أدت هذه السياسة إلى تدهور حاد في العلاقات المملوكية العثمانية. فتبدلت نظرة المماليك إليهم من مشاعر الاحتزاز إلى مشاعر الغيرة، ثم أضحى الصراع على الهيمنة على زعامة العالم الإسلامي السبب الأساسي والرئيسي للنزاع المملوكي العثماني.
وأما الوقعة التي وقعت في عهد السلطان خشقدم كانت فضيحة دبلوماسية في عام ٨٦٨ھ/١٤٦٣م عندما رفض السفير العثماني الانحناء أمام السلطان المملوكي في القاهرة.

## وفاته
توفى خُشقدم في ١٠ ربيع الأول سنة ٨٧٢ھ/ ٩ أكتوبر ١٤٦٧م بعدما ظل في الحكم ست سنوات وخمس شهور وأياما وهو عمره حوالى ٦٥ عاما. وكانت العادة تنصيب السلطان الجديد قبل دفن السلطان المتوفى لكن الظاهر بلباى تسلطن بعده بعد دفنه.